# Полетаево (Челябинская область)
Полетаево — посёлок в Сосновском районе Челябинской области России. Входит в Полетаевское сельское поселение. Железнодорожный узел к западу от областного центра — города Челябинска.

## География
Южнее посёлка протекает река Биргильда, севернее — река Миасс.
Расстояние до центра района села Долгодеревенского составляет 51 км, до областного центра города Челябинска 32 км.

## История
Село основано в 1744—1763 годах государственными крестьянами. Название дано по фамилии первопоселенца Ивана Антонова сына Полетаева (1728—1794). После 1873 года из Полетаева выделился выселок Полетаево-2. В 1891 году через село прошла Транссибирская железнодорожная магистраль, был построен разъезд. В 1914 году построено каменное здание вокзала, существующее по сей день.
Статус посёлка городского типа был установлен с 1973 года по 2008 год.

## Население
В 1795 году в селе было 170 крестьян (30 дворов) и 45 казаков (7 дворов).
| 1979 | 1989  | 2002  | 2010  | 2021  |
| ---- | ----- | ----- | ----- | ----- |
| 6102 | ↘5957 | ↗6580 | ↘6500 | ↗6608 |

## Инфраструктура
- МОУ «Полетаевская средняя общеобразовательная школа»,
- МДОУ «Детский сад № 48»,
- подразделение ОГУ «Противопожарная служба Челябинской области»,
- ГСУСО «Полетаевский геронтологический центр»,
- стационар ГУЗ «Областная психоневрологическая больница № 1»,
- птицефабрика ООО «Равис»,
- карьер ООО «Альфа-Стоун».

## Транспорт
В селе находится железнодорожная станция Полетаево I Южно-Уральской железной дороги.
Федеральная автомобильная дорога М5 «Урал» проходит возле посёлка.